# Nederlandse Helicopter Industrie

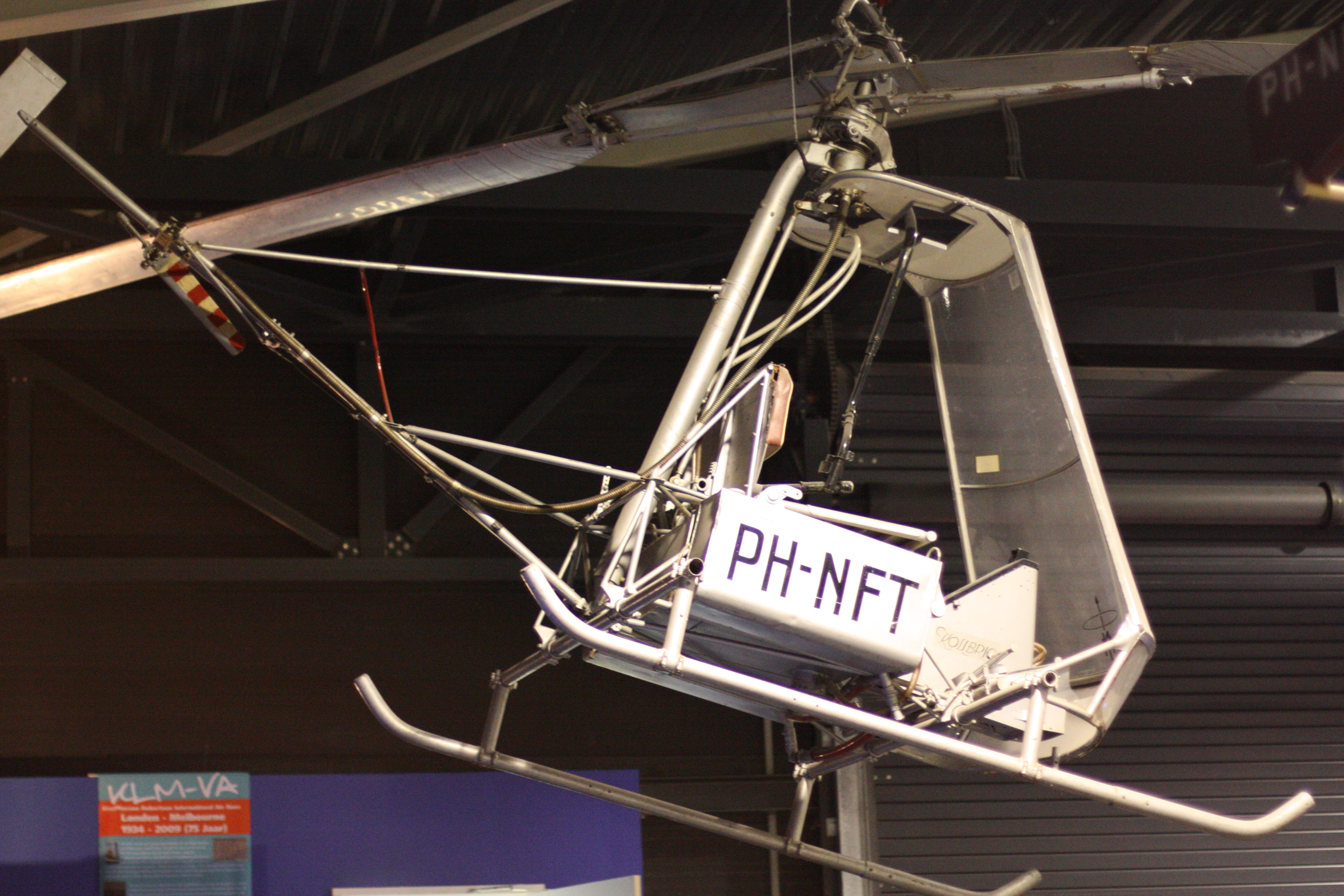
De NHI N-3 "Kolibri" in het Aviodrome

De Nederlandse Helicopter Industrie N.V. (NHI) was een samenwerkingsverband tussen Aviolanda en Kromhout opgericht in 1955. Het verband was opgezet om de testhelikopter SOBEH-2 in productie te nemen. In mei 1956 maakte het eerste toestel, de NHI H-3 "Kolibrie", zijn eerste vlucht en op 3 maart 1958 verkreeg de H-3 zijn bewijs van luchtwaardigheid.
De rompen werden door Aviolanda gemaakt, de motoren door Kromhout en de rotorbladen bij Fokker. De assemblage gebeurde op vliegveld Zestienhoven. Het toestel is om verschillende redenen nooit een succes geworden. De belangrijkste reden was het feit dat de ramjets (Kromhout TJ-5A), die aan de rotortips gemonteerd waren en deze voortstuwden, zeer veel lawaai produceerden en tevens veel brandstof gebruikten. Dat voor deze wijze van voortstuwing werd gekozen is opmerkelijk, omdat laat in de jaren 40 met de McDonnell XH-20 Little Henry en in 1950 met de Hiller YH-32 Hornet al was aangetoond dat aan dit concept nadelen kleefden.

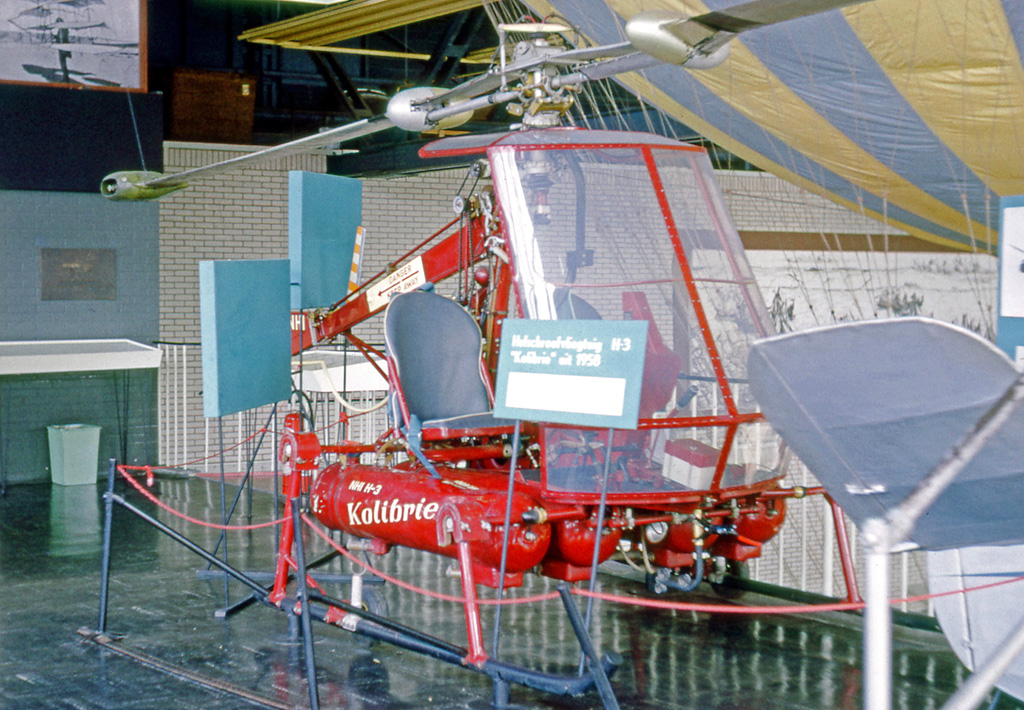
NHI H-3 Kolibrie PH-NHI met serienummer 3007 (Aviodrome Amsterdam 1967)

Door het hoge brandstofverbruik was de vluchtduur relatief kort, ongeveer 65 minuten. Voor transport werd een speciaal aanhangwagentje – de helicar – erbij geleverd dat tevens dienst deed als landingsplatform. Teneinde de twee ramjets op de rotor te kunnen starten moest deze eerst op een toerental van 70 rpm worden gebracht. Hiervoor was aan de Kolibri romp speciaal een Puch bromfietsmotor van 2 pk gemonteerd.
Na vele tegenslagen vertrok in 1958 ontwerper ir. Jan Meijer Drees naar het Amerikaanse Bell en ook rotorexpert ir. Gerard F. Verhage (†1968) nam ontslag. Naar aanleiding van de tegenvallende orders en het vertrek van de twee ingenieurs nam Aviolanda in 1959 de productie over en bouwde in aanvulling op de negen op Zestienhoven geassembleerde toestellen nog twee exemplaren. Het toestel werd als sproeihelikopter aangeboden en werd verkocht aan een Israëlische sproeimaatschappij Wings, aan het (West-)Duitse Nordflug, aan Groot-Brittannië, aan Nederlands-Nieuw-Guinea (waar het toestel werd gebruikt bij een wetenschappelijke expeditie) en aan de Directie van de Wieringermeer voor onder meer de bestrijding van onkruid in Oostelijk Flevoland.
Er is nog geëxperimenteerd met rubberen drijvers en gondels voor gewondenvervoer en met een landingsgestel bestaande uit ski’s, waarmee op drassig terrein kon worden geland.
In 1961 werd de productie gestaakt en ging de NHI ter ziele.

## Helikoptertypen

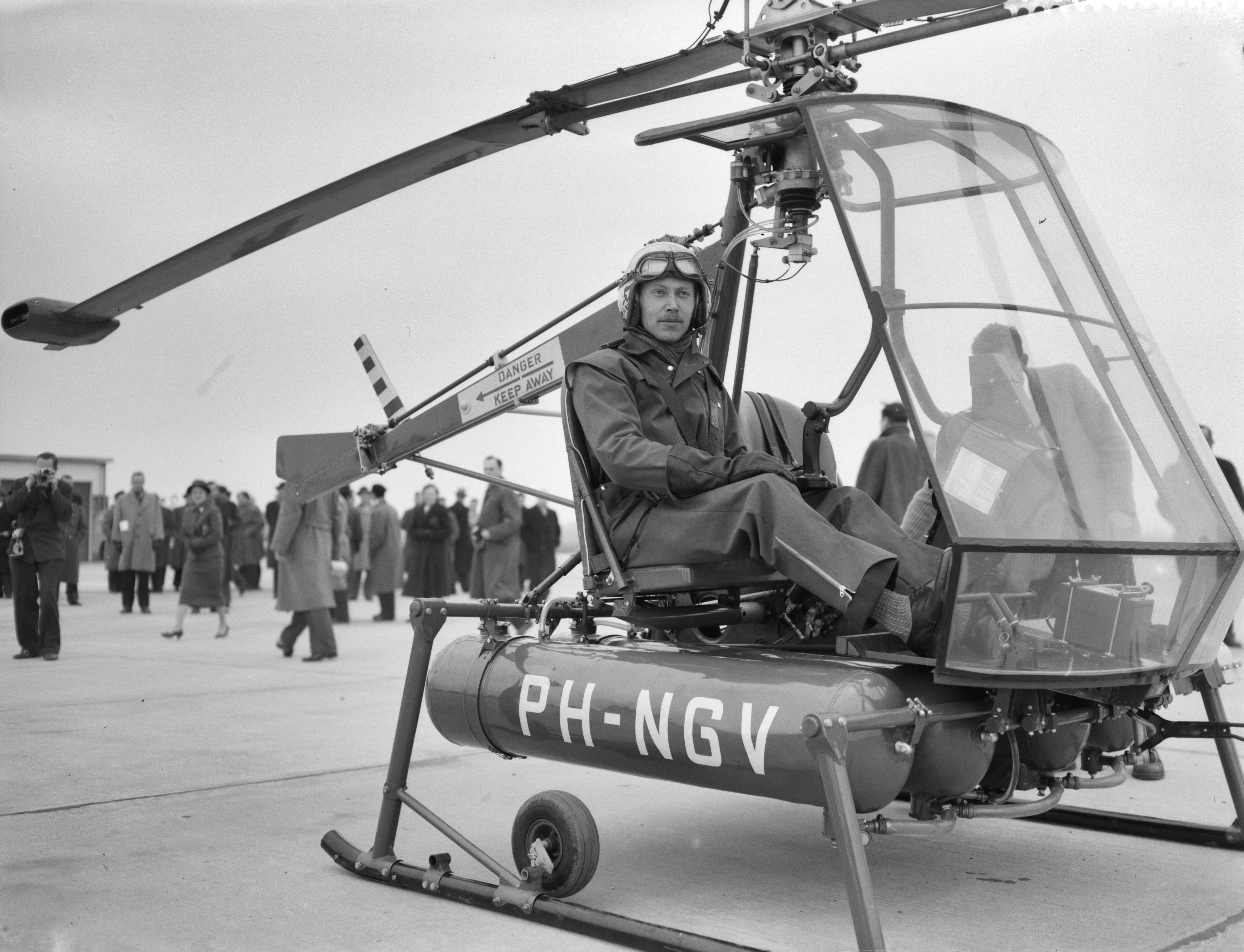
Uitreiking bewijs van Luchtvaardigheid voor de Kolibri op het vliegveld Zestienhoven (3 maart 1958)

- NHI H-3 "Kolibrie" – sproeihelikopter, tweepersoons, ramjetrotor (Kromhout TJ-5A Ramjet) met staartrotor. Eén exemplaar werd tentoongesteld in het Aviodrome.

Specificaties
- Fabriek: Nederlandse Helicopter Industrie (NHI)
- Rol: Lichte multifunctionele helikopter
- Bemanning: 1
- Passagiers: 1
- Lengte: 4,32 m
- Breedte romp: 2 m
- Hoogte: 2,75 m
- Rotordiameter: 10,06 m
- Leeggewicht: 276 kg
- Maximum startgewicht: 700 kg
- Motor: 2 × NHI TJ-5 ramjet, 0,23 kN (23 Kg) stuwkracht elk.
- Startmotor: 1 × Puch ééncilinder tweetakt bromfietsmotor, 2 pk
- Eerste vlucht: mei 1956
- Gebouwd: 1958-1961
- Aantal gebouwd: 12

Prestaties
- Maximumsnelheid: 116 km/u
- Kruissnelheid: 100 km/u
- Vliegbereik: 75 km
- Maximum vliegduur: 65 minuten
- Klimsnelheid: 6 m/s
- Plafond: 1600 m
- Daalsnelheid op één motor: 10 m/s